# Pseudabutilon virgatum
Pseudabutilon virgatum är en malvaväxtart som först beskrevs av Antonio José Cavanilles, och fick sitt nu gällande namn av P.A. Fryxell. Pseudabutilon virgatum ingår i släktet Pseudabutilon och familjen malvaväxter. Inga underarter finns listade i Catalogue of Life.